# PASH!
『PASH!』（パッシュ）は、主婦と生活社が刊行する日本のアニメ雑誌。女性向けアニメを専門とする業界初の雑誌であり、同じ出版業界のKADOKAWAからも「アニメマガジンのパイオニア」と評されている。

## 歴史
2004年、初の女性向けアニメ専門誌として不定期に出版を開始。きっかけは、主婦と生活社の編集者・殿塚郁夫の妻がアニメ『鋼の錬金術師』のファンになったことである。当時、日本には女性向けアニメ雑誌がなく、『鋼の錬金術師』を取り上げた雑誌もメカや美少女などといった男性ファン向け情報ばかりで、女性ファンの関心を引くような内容ではなかった。妻からそうした不満を聞いた殿塚は、独自に市場調査を行ってアニメには女性ファンが多数いることを知り、自らが編集長となって『PASH!』を刊行した。雑誌名の『PASH!』は、英語のPassion（情熱）に由来し、ファンが好きな作品やキャラクターに夢中になっている様子を表現している。第一巻の表紙は殿塚の妻が好きな『鋼の錬金術師』であった。
その後、2007年4月に隔月刊の雑誌としてリニューアル創刊。営業担当者が商談のたびに取引先から「『PASH!』は定期雑誌にしないともったいない」との要望を受けており、社内の会議でこれを報告していたことが大きなきっかけになったという。当初は低迷していたものの『機動戦士ガンダムSEED DESTINY』を特集したことで売り上げが伸び、編集長の殿塚は手ごたえを覚えたという。初めてのムックである『おおきく振りかぶって』特集は重版となった。また、日本で初めて、男性声優に特化したインタビューを行った。
2012年6月からは月刊誌に昇格。それと同時に、編集長は殿塚から春名衛に交代した。2013年8月号はアニメ『進撃の巨人』を表紙に据えたことで、この分野の雑誌としては当時異例だった重版がかかった。その後も、『おそ松さん』（2016年1月号）、『映画 ハイ☆スピード!-Free! Starting Days-』（2016年2月号）、『ユーリ!!! on ICE』（2016年12月号）など、いち早く人気アニメを取り上げて重版を記録し、話題を呼んだ。当初は女性向けアニメ自体が少なく、男性向けアニメの中から女性が興味を持ちそうな要素を取り上げていたが、女性アニメファンの拡大とともに女性向けアニメが増加し、幾度かの休刊の危機を超えて長期にわたって刊行されることになった。2016年7月号からはデジタル版の販売を開始。電子化は、日本のアニメ誌として史上初の取り組みであった。その他、アニメグッズを展開するブランド「PASH!セレクション」や小説レーベルの「PASH!ブックス」など、多様な展開を行っている。